# Go Girl ~Koi no Victory~
Singles de Morning Musume
Shabondama
(30 juillet 2003) Ai Araba It's All Right
(21 janvier 2004)
Singles par Morning Musume Otome Gumi
Ai no Sono (...)
(18 septembre 2003)
Singles par Morning Musume Sakura Gumi
Hare Ame Nochi Suki
(18 septembre 2003)
Go Girl ~Koi no Victory~ (Go Girl ～恋のヴィクトリー～, "Allez les filles - Victoire de l'amour") est le 20e single du groupe de J-pop Morning Musume.

## Présentation
Le single sort le 6 novembre 2003 au Japon sur le label zetima. Il est écrit, composé et produit par Tsunku. Il atteint la 4e place du classement des ventes de l'Oricon, et reste classé pendant 15 semaines, pour un total de 145 340 exemplaires vendus durant cette période. Il sort également dans une édition limitée avec une pochette différente, ainsi qu'au format "single V" (DVD contenant le clip vidéo).
La chanson-titre figurera uniquement sur le deuxième album compilation du groupe qui sortira l'année suivante, Best! Morning Musume 2. Elle sert de thème au drama télévisé Victory! ~Foot Girls no Seishun~ (VICTORY!~フットガールズの青春~) dans lequel jouent plusieurs membres du groupe autour de Aya Matsura : Rika Ishikawa, Ai Kago, Nozomi Tsuji, et Makoto Ogawa. Elle sert aussi de thème d'encouragement à l'équipe de futsal du Hello! Project Gatas Brilhantes H.P. dans laquelle jouent quelques membres. Elle sera reprise en 2009 en version chinoise par les groupes Ice Creamusume et Da Xiao Jie sur leurs premiers albums respectifs.

## Formation
Membres du groupe créditées sur le single :
- 1er génération : Kaori Iida, Natsumi Abe
- 2e génération : Mari Yaguchi
- 4e génération : Rika Ishikawa, Hitomi Yoshizawa, Nozomi Tsuji, Ai Kago
- 5e génération : Ai Takahashi, Asami Konno, Makoto Ogawa, Risa Niigaki
- 6e génération : Miki Fujimoto, Eri Kamei, Sayumi Michishige, Reina Tanaka

## Titres
Single CD
1. Go Girl ~Koi no Victory~ (Go Girl ～恋のヴィクトリー～?) – 4:09
2. Koi-ing (恋ING?) – 5:22
3. Go Girl ~Koi no Victory~ (instrumental) (Go Girl ～恋のヴィクトリー～?) – 4:09

Single V (DVD)
1. Go Girl ~Koi no Victory~ (Go Girl ～恋のヴィクトリー～?) (clip vidéo)
2. Go Girl ~Koi no Victory~ Kokuhaku Daisakusen! (Go Girl ~恋のヴィクトリー~ 告白大作戦!?)
3. Making Eizo (メイキング映像?) (making of)